# Primera línea

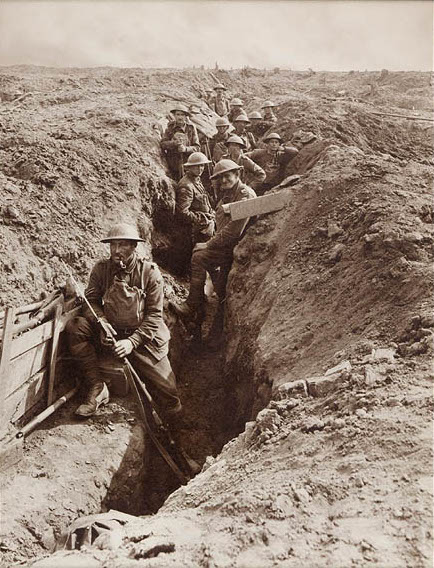
Los australianos en una trinchera de primera línea durante la Primera Guerra Mundial. Fotografía tomada por el Capitán F. Hurley, en algún momento entre agosto de 1917 y agosto de 1918.

Una primera línea o línea de frente, en terminología militar es la posición o posiciones más cercanas al área de conflicto del personal y el equipo de una fuerza armada, que generalmente se refieren a fuerzas marítimas o terrestres. Cuando se forma un frente (un límite intencional o no intencional) entre lados opuestos, la primera línea es el área donde los ejércitos están en conflicto, especialmente la línea de contacto entre las fuerzas opuestas. En un conflicto militar, cuando te enfrentas a la línea del frente, te enfrentas al enemigo. 
En general todos los servicios armados de los Estados Unidos usan los términos técnicos relacionados como: Línea delantera de tropas propias (FLOT) y Área de borde delantero de batalla (FEBA). Estos términos se utilizan como medidas de control del espacio de batalla que designan a las fuerzas marítimas o terrestres más avanzadas en el campo de batalla en un momento dado durante un conflicto armado. FLOT / FEBA puede incluir fuerzas de protección y detección. La línea delantera de las tropas enemigas (FLET) es la FEBA desde la perspectiva del enemigo. 

## Etimología
Aunque el término "primera línea" o "línea de frente" apareció por primera vez en la década de 1520, fue solo en 1842 que se registró su uso en el sentido militar. Su primer uso como adjetivo fue de 1915.
La palabra "frente" adquirió el sentido militar de "parte principal de un ejército" a mediados del siglo XIV, lo que, a su vez, llevó a la palabra a tomar el significado de "campo de operaciones en contacto con el enemigo" en la década de 1660. Ese sentido condujo a la frase home front (frente interno o frente a casa), que apareció por primera vez en 1919. En una situación que no es de combate o cuando no se asume una situación de combate, "frente" puede significar la dirección en la que se enfrenta el comando.
La versión del adjetivo atributivo en el término "línea de frente" (o como en "nuestro personal de primera línea") describe el material o el personal destinado o activamente en uso hacia adelante: en el mar, en tierra o en el aire: en la línea del frente. 

## Evolución del concepto
Tanto en las campañas navales como en las terrestres de la Primera Guerra Mundial, los FEBA, FLOT y FLET a menudo se podían identificar a simple vista (por ejemplo, en Francia y Bélgica, se definían mediante sistemas de trincheras defensivas opuestas). Los conflictos modernos típicos son muy diferentes, caracterizados por la "guerra entre la gente", el concepto de una "guerra de tres bloques" y la presencia de una amenaza asimétrica de 360° de combatientes terroristas irregulares o extremistas. En esos casos, la primera línea, FEBA, FLOT y FLET son ideas casi conceptuales.    

El término "primera línea" se ha utilizado comúnmente en protestas ciudadanas, referido en específico a aquellos lugares de enfrentamientos entre los manifestantes y las fuerzas policiales, donde las balas y las bombas estén siendo lanzadas. Se puede ver este ejemplo en los casos de las protestas de Hong Kong o de Chile (véase bloque negro).

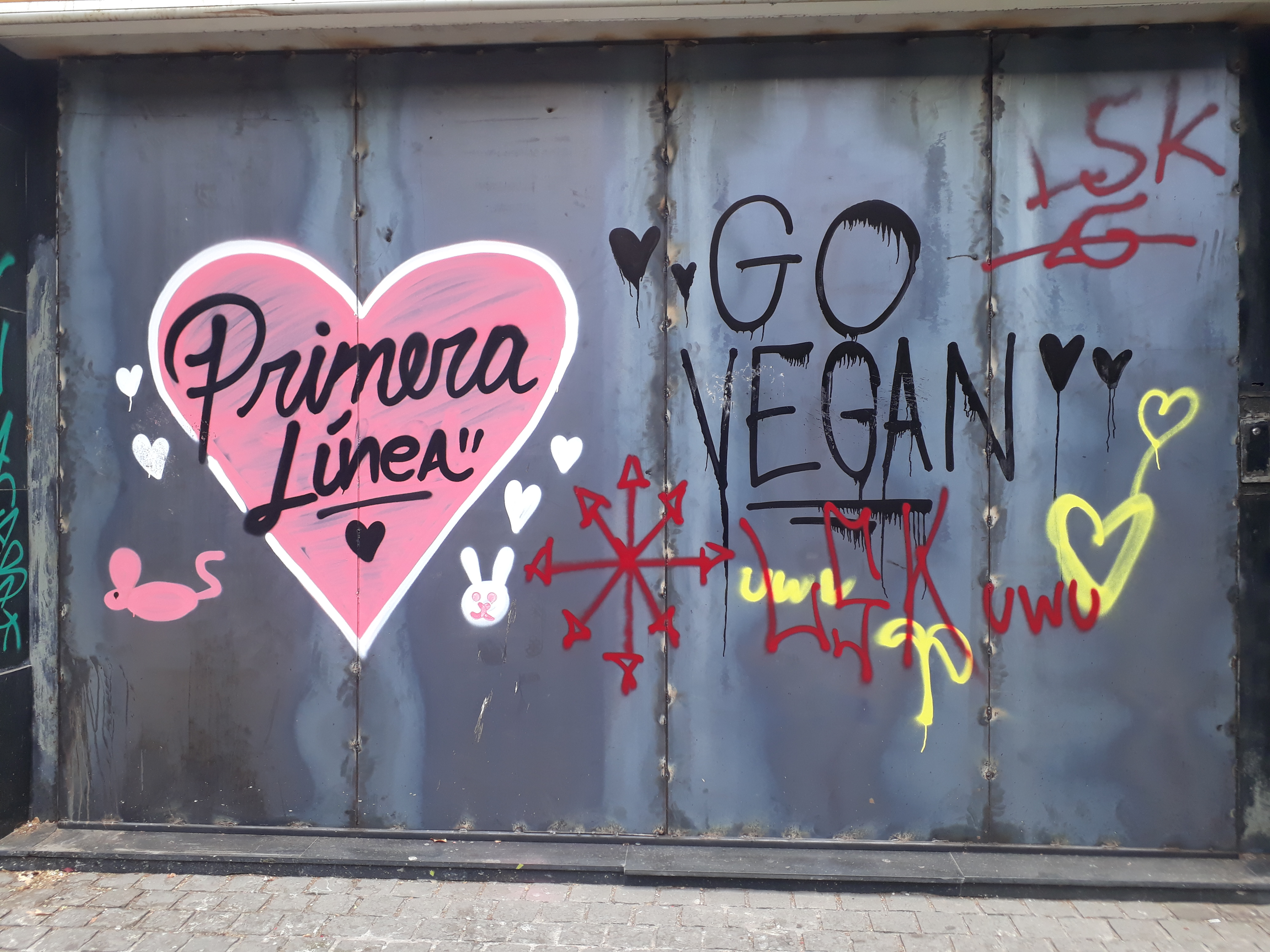
Grafiti a favor de las protestas en Santiago de Chile de 2019.

En el caso particular de Chile y en el contexto de las movilizaciones del llamado "estallido social", se ha llamado "primera línea" al sector de manifestantes de estas protestas ciudadanas el cual se enfrenta a las fuerzas policiales de Carabineros, ya sea mediante desobediencia civil, contención, defensa (mediante escudos autoconfeccionados) y/o en ofensivas con bombas molotov, piedras y otros proyecitiles. Asociados a estos grupos y a veces denominados parte de la primera línea se encuentran grupos de rescatistas y paramédicos, "rociadores" que brindan agua y leche para mitigar los efectos de gases lacrimógenas, fotógrafos y camarógrafos de prensa usualmente independiente, gente dedicada a romper bloques de concreto de las calles para obtener proyectiles y otros dedicados a apagar las bombas de gas lacrimógeno e incluso alguno provistos de punteros láser para cegar a la policía. Estos grupos en sí, no poseen una verdadera organización y se generan espontáneamente, solo compartiendo los lineamentos generales de la manifestación.
Con la llegada en 2020 de la pandemia de COVID-19, el concepto "primera línea" se ha aplicado a los trabajadores de la salud, al ser quienes tratan y están más expuestos a pacientes con COVID-19.